# Центральноиндийский хребет
Центральноиндийский хребет, или Центрально-Индийский хребет — часть подводного срединно-океанического хребта в Индийском океане. Тянется в центральной части океана с северо-запада на юго-восток. Длина — около 2300 км, ширина — 800–900 км.
Северо-западный конец хребта — тройная точка Родригес, где он соединяется с Западно-Индийским и Аравийско-Индийским хребтами. На юго-востоке, сворачивая на восток, переходит в Австрало-Антарктическое поднятие. Отделён от этого поднятия разломом Амстердам.
На юго-восточном конце Центральноиндийского хребта находится подводное плато Амстердам — поднятие высотой около 1500 м. На нём есть подводные горы, две из которых поднимаются над водой и образуют вулканические острова Амстердам и Сен-Поль.
Хребет возвышается над ложем океана на 1000—1500 м. Состоит из узких гребней высотой 300–500 м и ущелий, вытянутых вдоль хребта. Самые глубокие ущелья (до 4245 м) образуют рифтовую долину в осевой части хребта. В понижениях есть фораминиферовые илы, на крутых склонах имеются выходы базальтов.

## Терминология
В англоязычной литературе Центральноиндийским хребтом (Central Indian Ridge) называют Аравийско-Индийский хребет (северная часть которого может рассматриваться отдельно под названием «хребет Родригес»), а объект данной статьи вместе с Австрало-Антарктическим поднятием именуется Southeast Indian Ridge.